# Шелдон (округ Монро, Вісконсин)
Шелдон (англ. Sheldon) — місто (англ. town) в США, в окрузі Монро штату Вісконсин. Населення — 649 осіб (2020).

## Демографія
Згідно з переписом 2010 року, у місті мешкало 727 осіб у 208 домогосподарствах у складі 166 родин. Було 255 помешкань
Расовий склад населення:
| - 97,5 % — білих - 1,2 % — азіатів - 0,1 % — чорних або афроамериканців |

До двох чи більше рас належало 0,8 %. Частка іспаномовних становила 0,3 % від усіх жителів.
За віковим діапазоном населення розподілялося таким чином: 40,3 % — особи молодші 18 років, 50,2 % — особи у віці 18—64 років, 9,5 % — особи у віці 65 років та старші. Медіана віку мешканця становила 26,9 року. На 100 осіб жіночої статі у місті припадало 108,9 чоловіків;  на 100 жінок у віці від 18 років та старших — 110,7 чоловіків також старших 18 років.
Середній дохід на одне домашнє господарство  становив 62 499 доларів США (медіана — 57 500), а середній дохід на одну сім'ю — 63 798 доларів (медіана — 60 000). Медіана доходів становила 41 563 долари для чоловіків та 30 139 доларів для жінок. За межею бідності перебувало 24,6 % осіб, у тому числі 28,5 % дітей у віці до 18 років та 3,3 % осіб у віці 65 років та старших.
Цивільне працевлаштоване населення становило 279 осіб. Основні галузі зайнятості: виробництво — 26,9 %, освіта, охорона здоров'я та соціальна допомога — 18,6 %, сільське господарство, лісництво, риболовля — 14,7 %.